# Leichtathletik-Halleneuropameisterschaften 2017/Teilnehmer (Finnland)
| Gelbes Symbol für Goldmedaillen mit stilisierten Olympischen Ringen | Graues Symbol für Silbermedaillen mit stilisierten Olympischen Ringen | Braundes Symbol für Bronzemedaillen mit stilisierten Olympischen Ringen |
| ------------------------------------------------------------------- | --------------------------------------------------------------------- | ----------------------------------------------------------------------- |
| —                                                                   | —                                                                     | —                                                                       |

Aus Finnland starteten sieben Athletinnen und vier Athleten bei den Leichtathletik-Halleneuropameisterschaften 2017 in Belgrad, die einen Landesrekord aufstellten.
Der Leichtathletik-Verband Finnland hatte am 20. Februar die Namen der 12-köpfigen Mannschaft bekannt gegeben, wobei Stabhochspringerin Minna Nikkanen noch auf die Bestätigung durch den Europäischen Leichtathletikverband (EAA) warten musste. Wenige Tage später sagte Nooralotta Neziri ihre Teilnahme wegen einer Nasennebenhöhlenentzündung ab.

## Ergebnisse

### Frauen

#### Laufdisziplinen
| Athletin          | Disziplin   | Vorlauf               | Vorlauf               | Halbfinale         | Halbfinale         | Finale             | Finale             |
| Athletin          | Disziplin   | Zeit                  | Platz                 | Zeit               | Platz              | Zeit               | Platz              |
| ----------------- | ----------- | --------------------- | --------------------- | ------------------ | ------------------ | ------------------ | ------------------ |
| Anniina Kortetmaa | 60 m        | 7,39 s                | 13                    | 7,41 s             | 15                 | nicht qualifiziert | nicht qualifiziert |
| Lotta Harala      | 60 m Hürden | 8,20 s                | 14                    | 8,30 s             | 14                 | nicht qualifiziert | nicht qualifiziert |
| Reetta Hurske     | 60 m Hürden | DQ (Fehlstart R162.7) | DQ (Fehlstart R162.7) | nicht qualifiziert | nicht qualifiziert | nicht qualifiziert | nicht qualifiziert |

#### Sprung/Wurf
| Athletin         | Disziplin      | Qualifikation | Qualifikation | Finale             | Finale             |
| Athletin         | Disziplin      | Höhe/Weite    | Platz         | Höhe/Weite         | Platz              |
| ---------------- | -------------- | ------------- | ------------- | ------------------ | ------------------ |
| Linda Sandblom   | Hochsprung     | 1,86 m        | 9             | nicht qualifiziert | nicht qualifiziert |
| Wilma Murto      | Stabhochsprung | –––           | –––           | 4,40 m             | 8                  |
| Minna Nikkanen   | Stabhochsprung | –––           | –––           | 4,55 m             | 6                  |
| Kristiina Mäkelä | Dreisprung     | 14,18 m SB    | 4             | 13,73 m            | 8                  |

### Männer

#### Laufdisziplinen
| Athlet       | Disziplin   | Vorlauf   | Vorlauf | Halbfinale         | Halbfinale         | Finale             | Finale             |
| Athlet       | Disziplin   | Zeit      | Platz   | Zeit               | Platz              | Zeit               | Platz              |
| ------------ | ----------- | --------- | ------- | ------------------ | ------------------ | ------------------ | ------------------ |
| Eetu Rantala | 60 m        | 6,73 s    | 10      | 6,75 s             | 14                 | nicht qualifiziert | nicht qualifiziert |
| Elmo Lakka   | 60 m Hürden | 7,78 s SB | 14      | nicht qualifiziert | nicht qualifiziert | nicht qualifiziert | nicht qualifiziert |

#### Sprung/Wurf
| Athlet        | Disziplin   | Qualifikation | Qualifikation | Finale             | Finale             |
| Athlet        | Disziplin   | Weite         | Platz         | Weite              | Platz              |
| ------------- | ----------- | ------------- | ------------- | ------------------ | ------------------ |
| Simo Lipsanen | Dreisprung  | 16,69 m       | 9             | 16,84 m            | 7                  |
| Arttu Kangas  | Kugelstoßen | 19,42 m       | 17            | nicht qualifiziert | nicht qualifiziert |